# 천안호두휴게소
천안호두휴게소(天安호두休憩所, Cheonan Hodo Service area)는 대한민국의 충청남도 천안시 동남구 수신면 신풍리에 위치한 경부고속도로와 당진청주고속도로의 고속도로 휴게소이다. 부산 방향으로 존재한다. 소재지는 충청남도 천안시 동남구 수신면 성남로 793-40 위치하고 있다. 개장 당시 명칭은 천안휴게소였으나, 2019년 11월 26일에 현재의 천안호두휴게소로 명칭이 변경되었다.

## 시설
- 수면실
- 샤워실
- 세탁실
- 쉼터
- 이발소
- 수유실
- 약국
- 내고장특산물
- 브랜드 매장 : 앤젤리너스, 탐앤탐스
- 정유소 : EX-OIL, E1 LPG
- 대표음식 : 병천순대국밥
- 테마 : 호두리 공원
  - 북위 36° 43′ 48.84″ 동경 127° 15′ 49.87″ / 북위 36.7302333°  동경 127.2638528°

## 다음 휴게소
하행선
- 경부고속도로 부산방향 옥산휴게소 16km
- 중부고속도로 하남방향 오창휴게소 23km

## 전후
- 옥산 분기점 ← 천안호두휴게소 ← 목천 나들목
- 옥산휴게소 ← 천안호두휴게소 ← 망향휴게소